# Sol Kerzner
Pour les articles homonymes, voir Kerzner.
Solomon Solenoid Kerzner, dit Sol Kerzner, est un homme d'affaires sud-africain né le 23 août 1935 à Johannesburg et mort le 21 mars 2020 au Cap. 

## Biographie
Sol Kerzner est né de parents juifs russes.
Sa famille créa une chaine d'hôtels qu'il reprit après ses études de comptabilité. Son groupe s'est développé principalement à Sun City en Afrique du Sud, à Paradise Island aux Bahamas (où est basée sa compagnie Sun International), ainsi qu'à Dubaï et à Maurice.
Durant l'apartheid, il organisa des concerts à Sun City avec les plus grandes vedettes du moment.
Son complexe hôtelier le plus célèbre est l'Atlantis Paradise Island.
Ensuite, il ouvre un nouveau complexe haut de gamme au Maroc, le Mazagan Beach Resort, près de la ville d'El Jadida. Celui-ci coûte environ 300 millions d'euros pour sa construction.
Il soutient Andrea Bonomi au premier semestre 2014 lors de son OPA sur le Club Méditerranée.

## Décorations
- Officier de l'Ordre du Ouissam Alaouite (2009)[3].

## Décès
Il décède le 21 mars 2020 des suites d'une longue maladie.